# Galiläischer Frühling
Als galiläischer Frühling wird in der Bibelauslegung eine erste Phase des Auftretens von Jesus von Nazareth bezeichnet. Wer diesen Begriff verwendet, nimmt an, dass es eine Phase der Faszination gab, in der Jesus allgemein auf Zustimmung traf, bevor sich seine Gegner formierten und der Konflikt eskalierte.

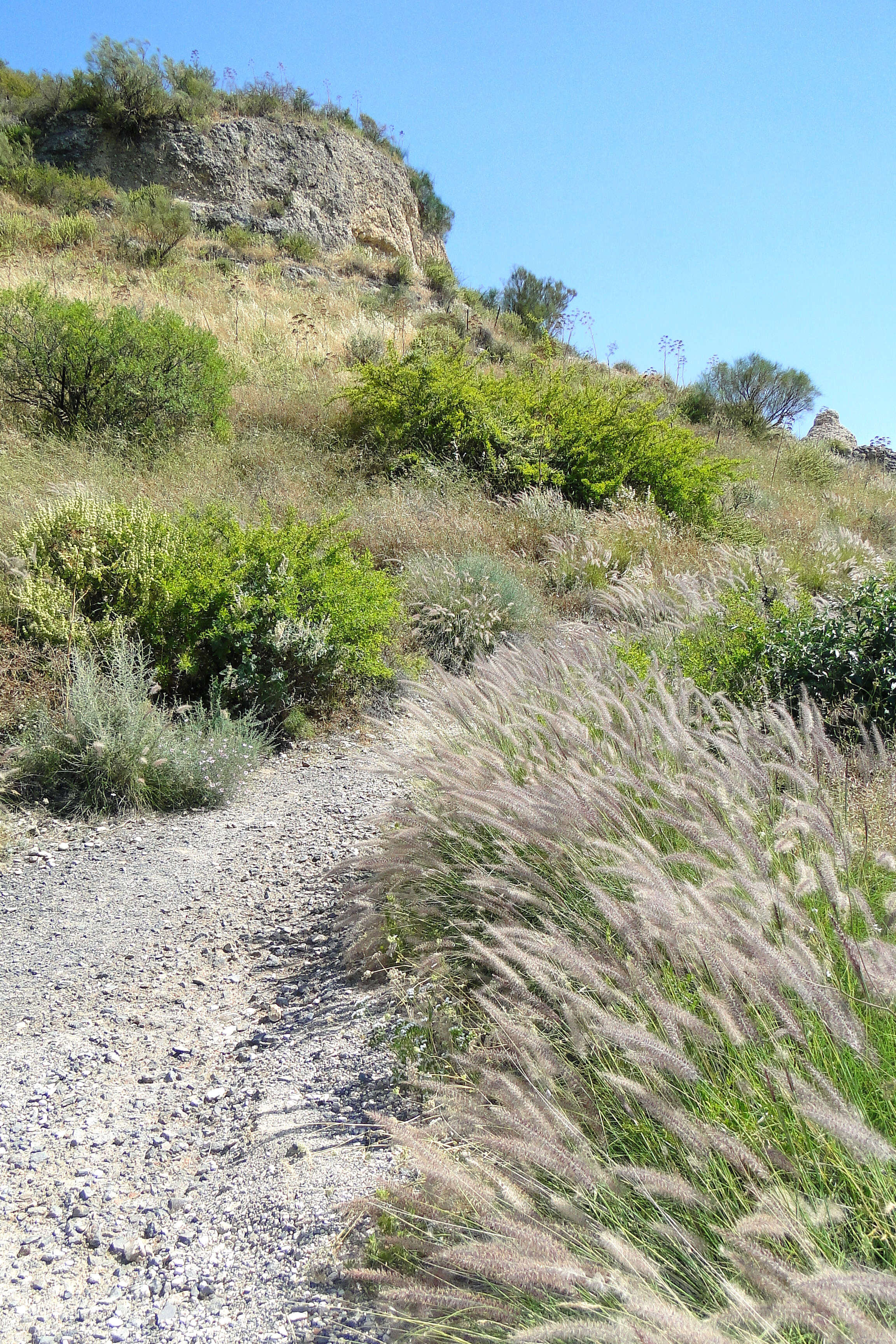
Frühling in Galiläa (Kursi-Nationalpark).

## Prägung des Begriffs
Die Formulierung „galiläischer Frühling“ stammt von Karl Theodor Keim (1871) und war bei ihm ganz wörtlich gemeint. Er datierte die einzelnen Phasen der öffentlichen Wirksamkeit Jesu exakt und wies der „ersten glücklichen Periode“ die Monate vom März bis Juli des Jahres 34 zu. Darüber hinaus verwendete er die Formulierung aber auch metaphorisch und kontrastierte „das junge Grün, die duftenden Blumen“ mit der Sommerhitze und schweren Gewittern, womit die aggressive Stimmung gemeint ist, auf die Jesus zunehmend traf. Den galiläischen Frühling als eine Phase im Leben des historischen Jesus präparierte er im Wesentlichen aus Matthäus 4,12–10,42 heraus.

## Wiederaufnahme des Begriffs
Rund hundert Jahre später wurde die Formulierung in der Exegese positiv wieder aufgenommen. Als „galiläischer Frühling“ wäre Franz Mußner zufolge der erste Teil des Markusevangeliums (Kapitel 1–6) zutreffend charakterisiert. Er kontrastierte diesen Frühling, den er auch Zeit des Angebots nannte, mit der nachfolgenden „galiläischen Krise“, einer Zeit der Ablehnung.

## Abgrenzung
Da sowohl Keim als auch Mußner von Konflikten zwischen Jesus und anderen Galiäern ausgehen, besteht ein Unterschied zu den Konstruktionen eines „galiläischen Jesus“, wie sie seit Ernest Renans Schrift Das Leben Jesu (1863) immer wieder versucht wurden. Dabei wird angenommen, dass die Mentalität einer Person von der Landschaft geprägt werde, in der sie aufwächst, und daraus gefolgert, dass ein grundsätzlicher Gegensatz zwischen Galiläern und Judäern bestanden habe. Das Attraktive an diesem Modell besteht darin, dass „so die dürftigen Daten über Jesus und dessen Sozialisation ergänzt und große Informationslücken durch Verallgemeinerungen – scheinbar – gestopft werden können.“

## Rezeption
Obwohl weder Keim noch Mußner auf einhellige Zustimmung anderer Exegeten trafen, wird der Begriff „galiläischer Frühling“ heute breit rezipiert, sei es als Titel einer Exerzitienreihe, als Andacht (kontrastiert mit dem „arabischen Frühling“), als Motto einer Studienreise nach Israel.